# Cantó de Savigny-sur-Orge
El cantó de Savigny-sur-Orge és un cantó francès del departament d'Essonne, situat al districte de Palaiseau. Des del 2015 té 3 municipis.

## Municipis
- Morangis
- Savigny-sur-Orge
- Wissous

## Història
| Data d'elecció                           | Identitat           | Partit | Qualitat |
| ---------------------------------------- | ------------------- | ------ | -------- |
| 1964-1967                                | Geneviève Rodriguez | PCF    |          |
| 1967-1980                                | Raymond Brosseau    | PCF    |          |
| 1980-1983                                | Michel Bockelandt   | PCF    |          |
| 1983-1993                                | Jean Marsaudon      | RPR    |          |
| 1993-2006                                | Simone Dussart      | UDF    |          |
| 2006-                                    | Éric Mehlhorn       | UMP    |          |
| les dades anteriors no són pas conegudes |                     |        |          |
|                                          |                     |        |          |

## Demografia
| A partir de 1990: Població sense dobles comptes |